# III. Szenuszert

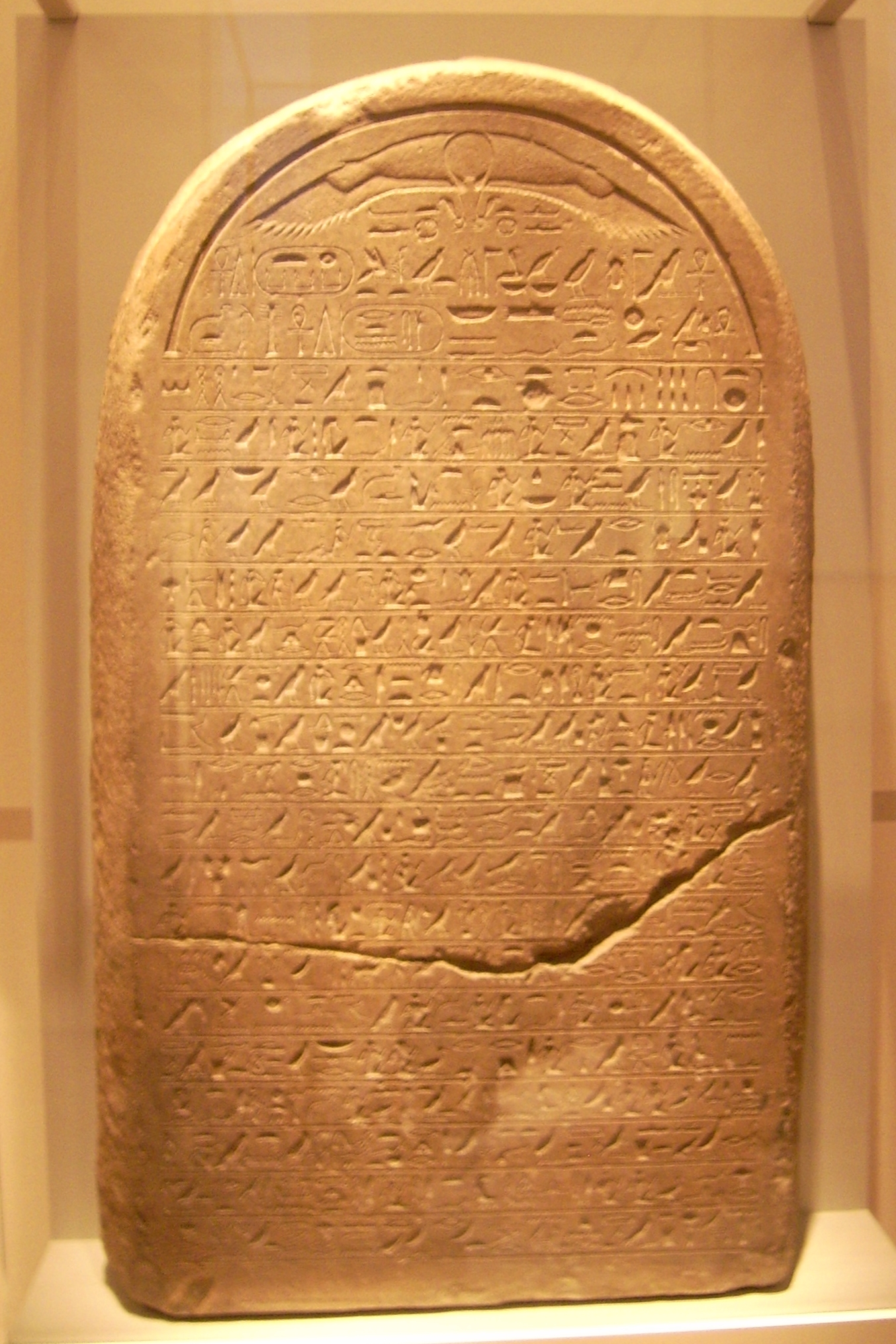
III. Szenuszert határsztéléje a 16. évből (Altes Museum, Berlin)

III. Szenuszert (uralkodói nevén Hakauré; ur.: kb. i. e. 1878 – i. e. 1839) az ókori egyiptomi XII. dinasztia ötödik fáraója. II. Szenuszert fia. A dinasztia leghatalmasabb uralkodója, valószínűleg egyik ihletője a Hérodotosz által említett legendás Szeszósztrisz alakjának. Több hadjáratot vezetett Núbiába, kiterjesztette Egyiptom határait. Fennmaradt szobrain komornak, gondviseltnek tűnik.

## Családi háttere
II. Szenuszert és nővér-felesége, I. Henemetnoferhedzset fiaként született. Négy felesége közül Meretszeger lehetett az első olyan királyné, aki viselte a főfeleségeknél később hagyományossá váló nagy királyi hitves címet, bár korabeli dokumentumokban nem fordul elő. II. Henemetnoferhedzset férje két szobráról ismert, Nofrethenutot pedig férje piramiskomplexumában temették el. Lehetséges, hogy Szenuszert a testvérét, Szithathorjunetet is feleségül vette.
Bár sehol nem említik vérségi kapcsolatukat, minden bizonnyal a fia a következő fáraó, III. Amenemhat, akivel éveken át társuralkodók voltak. Henemet[…], Menet, Mereret, Szenetszenebtiszi és Szithathor hercegnőket apjuk piramiskomplexumában temették el.

## Uralkodása
Déli hódító hadjáratainak elősegítésére újjáépíttette az első kataraktát megkerülő hajózó csatornát. Kitolta a birodalom határát Núbia felé, ahol hatalmas erődítményeket építtetett a Nílus mentén, köztük Buhent, Szemnát, Kubánt és Toskát, Uronarti mellett. Legalább négy hadjáratot viselt Núbiába, a 8., 10., 16. és 19. uralkodási évben.
A 8. évben Szemnánál emelt sztéléjén feljegyzi a núbiaiak elleni győzelmeit, melyekkel úgy gondolta, biztonságossá tette a déli határt és megakadályozta, hogy behatoljanak Egyiptomba. Egy másik szemnai sztéléje, mely a 16. év telének 3. hónapjára datált, megemlíti hadjáratait Núbia és Kánaán ellen, és felszólítja utódait, védjék meg a határt. „Tizenhatodik év, tél harmadik hava: a király Hehnél húzta meg birodalma déli határát. Délebbre húztam meg ezt a határt, mint atyáim, hozzátettem ahhoz, amit rám hagytak. Minden fiam, aki megőrzi ezt a határt, melyet felségem meghúzott, valóban felségem fia. Az igaz utód az, aki bajnoka apjának, aki megőrzi nemzőatyja országának határait. De aki elhagyja, aki nem küzd érte, az nem az én fiam, nem éntőlem született. Felségem elkészíttette képmását ennél a határnál, melyet felségem meghúzott, hogy őrizd meg, hogy küzdj érte.” Utolsó hadjárata kevésbé volt sikeres, mert seregeinek vissza kellett vonulnia, hogy a Nílus hirtelen megemelkedő vízszintje miatt ne essenek csapdába ellenséges területen. Szemnában a későbbi időkben istenként tisztelték.
Templomot építtetett Abüdoszban és Medamudban is. Udvartartásából megemlítendőek Szobekemhat, Nebit és Hnumhotep vezírek, valamint Ihernofret abüdoszi kincstárnok.
Egy Berlinben őrzött papirusz szerint III. Szenuszert huszadik uralkodási éve megegyezik III. Amenemhat első évével. Ez bizonyítja, hogy társuralkodásuk ebben az évben kezdődött. Josef W. Wegner említ egy, a 39. uralkodási évet említő hieratikus feljegyzést egy mészkőtömbön Szenuszert halotti templomából. Mivel valószínűtlen, hogy III. Amenemhat csaknem négy évtizeddel trónra lépése után még mindig apja templomának befejezésén dolgozott, valószínű, hogy III. Szenuszert 39 évig uralkodott, ebből az utolsó húsz évben társuralkodóként fiával. Mivel az építkezés Szenuszerthez fűződött, az ő uralkodási évét tüntették fel itt, nem fia 20. évét.

## Sírjai
Piramisa Dahsúrban épült. A 105 négyzetméter alapterületű, 78 méter magas piramis különböző méretű vályogtéglákból épült, a sírkamra falait gránit borította. A sírkamra fölötti tehermentesítő kamrát öt pár, egyenként harminctonnás mészkőgerenda fedte le. A temetkezés komplexumhoz a fáraó piramisán kívül hét kisebb királynéi piramis és egy templom tartozott, utóbbi azonban mára elpusztult.
Egy álsírnak tartott sziklasírt is építtetett Abdzsuban, amely komplexum az ókori Egyiptom egyik legnagyobb alapterületű építménye, mintegy 900×250 méteres területen terjeszkedik. Ma már egyre valószínűbb, hogy nem a piramisban, hanem ebben temették el végül.

## Név, titulatúra
A fáraók titulatúrájának magyarázatát és történetét lásd az Ötelemű titulatúra szócikkben.
| G5 |

| G5 |

| nTr | xpr | w |

| nTr | xpr | w |

| nTr | xpr | w |

| nTr | xpr | w |

| G5 |

| G5 |

| nTr | xpr | w |

| nTr | xpr | w |

| nTr | xpr | w |

| nTr | xpr | w |

| G16 |

| G16 |

| nTr | ms | w | t |

| nTr | ms | w | t |

| G16 |

| G16 |

| nTr | ms | w | t |

| nTr | ms | w | t |

| G8 |

| G8 |

| xpr |

| xpr |

| G8 |

| G8 |

| xpr |

| xpr |

| M23 | L2 |

| M23 | L2 |

| ra | xa | kA · kA · kA |

| ra | xa | kA · kA · kA |

| ra | xa | kA · kA · kA |

| ra | xa | kA · kA · kA |

| ra | xa | kA · kA · kA |

| ra | xa | kA · kA · kA |

| ra | xa | kA · kA · kA |

| ra | xa | kA · kA · kA |

| M23 | L2 |

| M23 | L2 |

| ra | xa | kA · kA · kA |

| ra | xa | kA · kA · kA |

| ra | xa | kA · kA · kA |

| ra | xa | kA · kA · kA |

| ra | xa | kA · kA · kA |

| ra | xa | kA · kA · kA |

| ra | xa | kA · kA · kA |

| ra | xa | kA · kA · kA |

| G39 | N5 | \| \| |
|     |    |       |

|  |

| G39 | N5 | \| \| |
|     |    |       |

|  |

| wsr | s | D21 · t | z · n |

| wsr | s | D21 · t | z · n |

| wsr | s | D21 · t | z · n |

| wsr | s | D21 · t | z · n |

| wsr | s | D21 · t | z · n |

| wsr | s | D21 · t | z · n |

| wsr | s | D21 · t | z · n |

| wsr | s | D21 · t | z · n |

| G39 | N5 | \| \| |
|     |    |       |

|  |

| G39 | N5 | \| \| |
|     |    |       |

|  |

| wsr | s | D21 · t | z · n |

| wsr | s | D21 · t | z · n |

| wsr | s | D21 · t | z · n |

| wsr | s | D21 · t | z · n |

| wsr | s | D21 · t | z · n |

| wsr | s | D21 · t | z · n |

| wsr | s | D21 · t | z · n |

| wsr | s | D21 · t | z · n |